# Michaelskirche (Waiblingen)

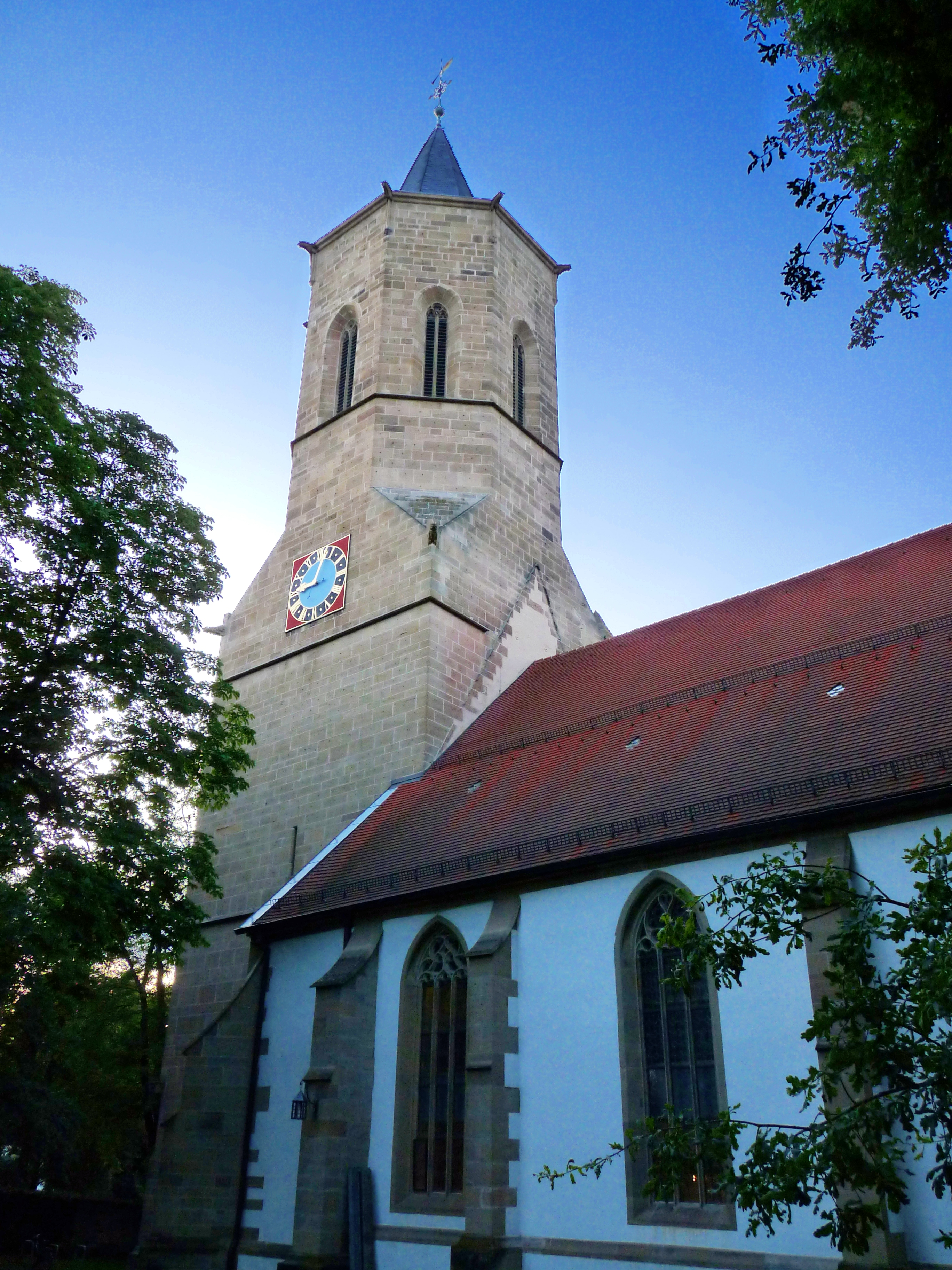
Ansicht der Michaelskirche von Süden

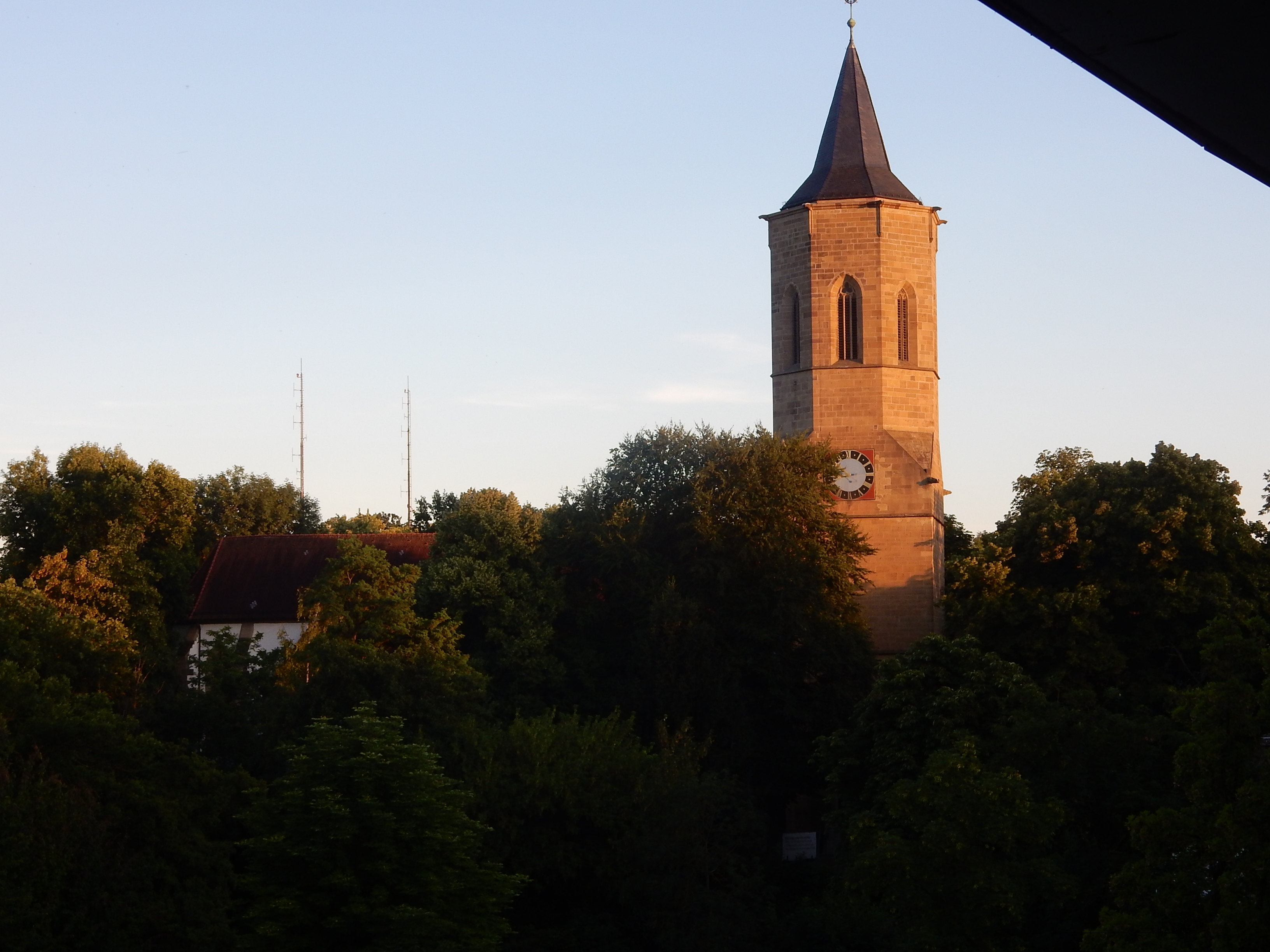
Gesamtansicht der Kirche vom Waiblinger Rathaus aus Richtung Nordwesten

Die gotische evangelische Michaelskirche (früher auch Große oder Äußere Kirche genannt) in Waiblingen ist die größte evangelische Kirche der Stadt. Der Name Michaelskirche ist seit ca. 1950 gebräuchlich. In unmittelbarer Nachbarschaft befindet sich das wesentlich kleinere Nonnenkirchlein.

## Geschichte
Der Bau des heutigen Kirchengebäudes wurde vermutlich um 1440 durch Hans von Landau begonnen. Ein genaues Datum über den Baubeginn kann nicht genannt werden. Um 1449/50 wurde der Chor fertiggestellt. Danach gab es kriegsbedingt eine Unterbrechung (Städtekrieg zwischen Graf Ulrich V. von Württemberg und der Freien Reichsstadt Esslingen). Um 1462 erfolgte die Errichtung des Turms. Im gleichen Jahr wurde in die 1269 erstmals erwähnte Nikolauskapelle – auch kleine bzw. innere Kirche genannt – eine Prädikatur gestiftet, die dann in der Michaelskirche der 1484 fertiggestellten Steinkanzel zugeordnet wurde. In den 1470er und -80er Jahren wurde nach erneuter Unterbrechung das dreischiffige Langhaus errichtet. In seinen Gewölben sind die Jahreszahlen 1487, 1488 und 149(0) angegeben. Vermutlich in diesem Jahr wurde die Kirche durch Peter von Lahn fertiggestellt.
1990, zum 500-jährigen Jubiläum der Kirche, begann eine Außensanierung des Kirchenschiffs und des Kirchturms. Diese Arbeiten wurden im Jahr 2000 abgeschlossen.

### Vorgängerbauten
In den Jahren 1866, 1910, 1938 und 1978 wurden bei Renovierungsarbeiten bis ins 7. Jahrhundert zurückreichende Reste von insgesamt drei Vorgängerkirchen gefunden.

## Kanzel
Im Langhaus, einer dreischiffigen Staffelhalle mit vier Jochen, stand die Kanzel ursprünglich „am mittleren Pfeiler der südlichen Arkadenreihe; bei der Kirchenrenovierung in den Jahren 1866/67 durch Leins wurde sie an den südlichen Chorbogenpfeiler versetzt.“  Sie bildete dort das Zentrum des als Querkirche konzipierten Raumes. Vom ursprünglichen Bestand sind nur die Konsole und die Brüstung mit ihren vier Reliefs erhalten. Sie stellen – mit asymmetrischer Ausrichtung zum ehemaligen Hauptaltar im Chor – vier Kirchenväter dar: nach rechts gewendet Augustinus mit der Halbfigur eines Engels als Symbol des Evangelisten Matthäus, dann nach links gewendet Papst Gregor I. mit dem Lukas-Symbol eines Stieres, Ambrosius mit dem Markuslöwen und der Jahreszahl 1484, und zuletzt Hieronymus samt seinem Attribut, dem Löwen, und mit dem Johannesadler.

## Kirchturm
Charakteristisch ist der um das Jahr 1462 errichtete markante Kirchturm mit einer Gesamthöhe von 52 Metern. Während der untere Teil einen quadratischen Querschnitt besitzt, ist die Glockenstube achteckig ausgeführt.

## Orgel

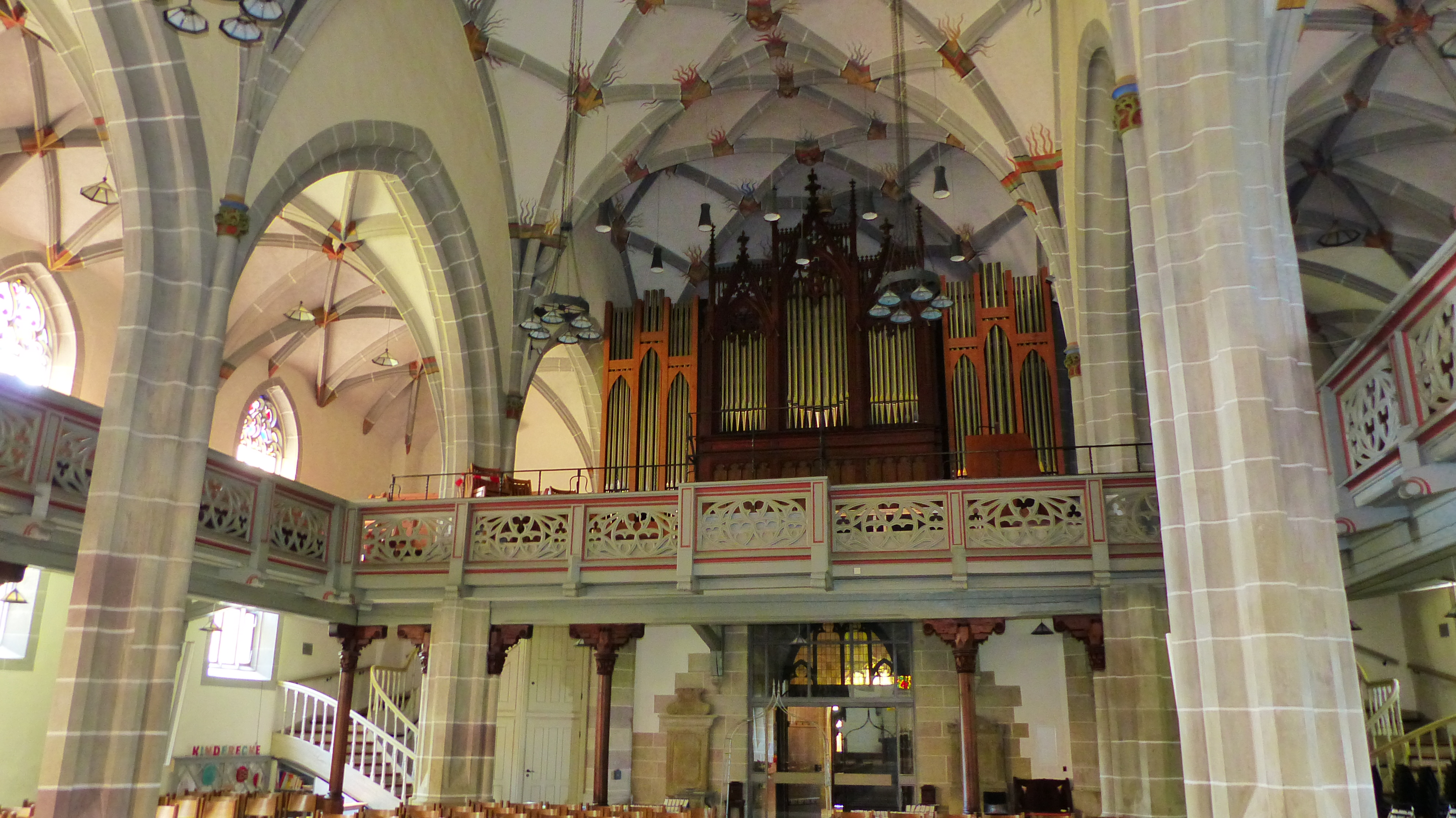
Orgelempore mit Prospekt

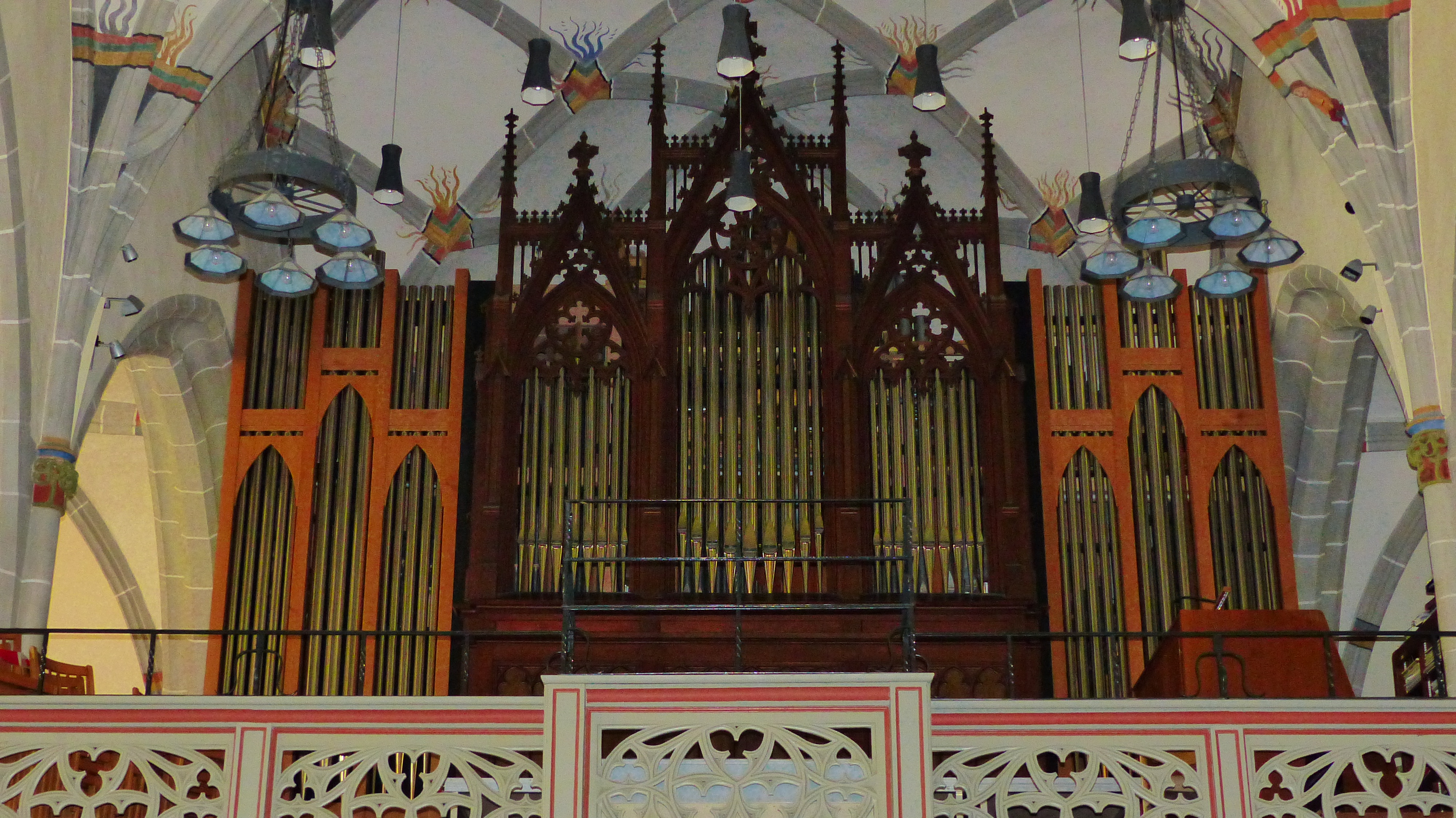
Blick auf die Orgel

Die heutige Orgel geht auf ein Instrument von Eberhard Friedrich Walcker zurück, das er für die 1876 für die Weltausstellung in Philadelphia baute mit der Hoffnung, es in Amerika gleich verkaufen zu können. Diese Hoffnung erfüllte sich nicht, und so musste er die Orgel wieder nach Deutschland bringen und günstig anbieten. Die Waiblinger Kirchengemeinde griff bei diesem Angebot zu, und so wurde die Orgel nach Waiblingen überführt. Im Jahr 1971 ersetzte die Firma Weigle, Leinfelden-Echterdingen, das Innenwerk unter Einbeziehung des historischen Prospekts (51 Register, drei Manuale und Pedal). Im Jahre 2009 wurde die Orgel durch Orgelbau Mühleisen umgebaut und die Disposition auf 55 Register erweitert. Das neugotische Orgelgehäuse aus dem Jahr 1876 mit Spitzbögen, Vierpässen, Kreuzblumen und Fialen blieb erhalten. Vor die Seitenteile von Schwellwerk und Kleinpedal wurde ein schlichter Seitenprospekt für das neue Register Violon 16′ aufgestellt. Die Spiel- und Registertrakturen sind elektrisch, der Spieltisch ist seitlich auf der Empore aufgestellt. Eine Besonderheit ist die Manualkoppel II/III, mit der das zweite Manualwerk auf das dritte Manual gekoppelt werden kann. Die Disposition lautet wie folgt:
| I Hauptwerk C–g3 |                 |        |
| 01.              | Quintade        | 16′    |
| 02.              | Principal       | 08′    |
| 03.              | Spitzflöte      | 08′    |
| 04.              | Octave          | 04′    |
| 05.              | Hohlflöte       | 04′    |
| 06.              | Quinte          | 02 ⁄3′ |
| 07.              | Octave          | 02′    |
| 08.              | Groß Mixtur     | 02 ⁄3′ |
| 09.              | Klein Mixtur    | 01 ⁄3′ |
| 10.              | Cornett III–V 0 |        |
| 11.              | Trompete        | 08′    |
| 12.              | Clairon         | 04′    |
|                  | Tremulant       |        |

| II Oberwerk C–g3 |               |        |
| 13.              | Suavial       | 8′     |
| 14.              | Gedeckt       | 8′     |
| 15.              | Quintade      | 8′     |
| 16.              | Principal     | 4′     |
| 17.              | Rohrflöte     | 4′     |
| 18.              | Quinte        | 2 ⁄3′  |
| 19.              | Octave        | 2′     |
| 20.              | Blockflöte    | 2′     |
| 21.              | Terz          | 1 3⁄5′ |
| 22.              | Spitzquinte   | 1 ⁄3′  |
| 23.              | Scharf IV–V 0 | 1′     |
| 24.              | Cromorne      | 8′     |
|                  | Tremulant     |        |

| III Schwellwerk C–g3 |                        |         |
| 25.                  | Bourdon                | 16′     |
| 26.                  | Principal              | 08′     |
| 27.                  | Flûte majeure          | 08′     |
| 28.                  | Salicional             | 08′     |
| 29.                  | Voix céleste           | 08′     |
| 30.                  | Octave                 | 04′     |
| 31.                  | Nachthorn              | 04′     |
| 32.                  | Nasard                 | 02 ⁄3′  |
| 33.                  | Waldflöte              | 02′     |
| 34.                  | Terzflöte              | 01 3⁄5′ |
| 35.                  | Septime                | 01 ⁄7′  |
| 36.                  | Sifflöte               | 01′     |
| 37.                  | Fourniture V–VI        | 02′     |
| 38.                  | Hautbois               | 08′     |
| 39.                  | Bombarde               | 16′     |
| 40.                  | Trompette harmonique 0 | 08′     |
| 41.                  | Clairon                | 04′     |
|                      | Tremulant              |         |

| Pedalwerk C–f1 |                 |         |
| 42.            | Principalbass 0 | 16′     |
| 43.            | Violon          | 16′     |
| 44.            | Subbass         | 16′     |
| 45.            | Zartbass        | 16′     |
| 46.            | Quinte          | 10 2⁄3′ |
| 47.            | Octavbass       | 08′     |
| 48.            | Violon          | 08′     |
| 49.            | Gemsbass        | 08′     |
| 50.            | Octave          | 04′     |
| 51.            | Basszink IV     | 05 1⁄3′ |
| 52.            | Hintersatz IV   | 04′     |
| 53.            | Posaune         | 16′     |
| 54.            | Trompete        | 08′     |
| 55.            | Klarine         | 04′     |
|                | Tremulant       |         |

- Koppeln:
  - Normalkoppeln: II/I, II/III (sic!), III/I, III/II, I/P, II/P, III/P
  - Suboktavkoppeln: III/I, III/II, III/III
  - Superoktavkoppeln: III/III, III/P
- Nebenregister: Zimbelstern
- Spielhilfe: Setzeranlage

## Glocken
Im Turm hängen 5 Glocken mit folgenden Nominalen:
| Nr. | Name             | Bild | Gussjahr | Gießer, Gussort                                 | Durchmesser (mm) | Gewicht (kg) | Schlagton | Inschrift                              | Anmerkung                                                                                                |
| 1   | Große Glocke     |      | 1895     | Heinrich Kurtz, Stuttgart                       | 1370             | 1350         | cis1      | Ehre sei Gott in der Höhe              | ursprünglich Nominal d1, umgearbeitet 1952. Gestiftet 1895 von wohlhabenden Bürgern der Stadt Waiblingen |
| 2   | Gebetsglocke     |      | 1950     | Gebrüder Bachert, Bad Friedrichshall-Kochendorf | 1180             | 1300         | e1        | Aus der Tiefe rufe ich, Herr, zu dir   | |
| 3   | Zeichenglocke    |      | 1950     | Gebrüder Bachert, Bad Friedrichshall-Kochendorf | 835              | 1160         | fis1      | O Land, Land, höre des Herrn Wort      | |
| 4   | Gefallenenglocke |      | 1950     | Gebrüder Bachert, Bad Friedrichshall-Kochendorf | 495              | 965          | a1        | Ich bin die Auferstehung und das Leben | |
| 5   | Taufglocke       |      | 1677     | Timotheus Hartz, Heidelberg                     | 710              | 260          | h1        |                                        | Bis ca. 1950 auf dem Turm der Nikolauskirche                                                             |

## Galerie

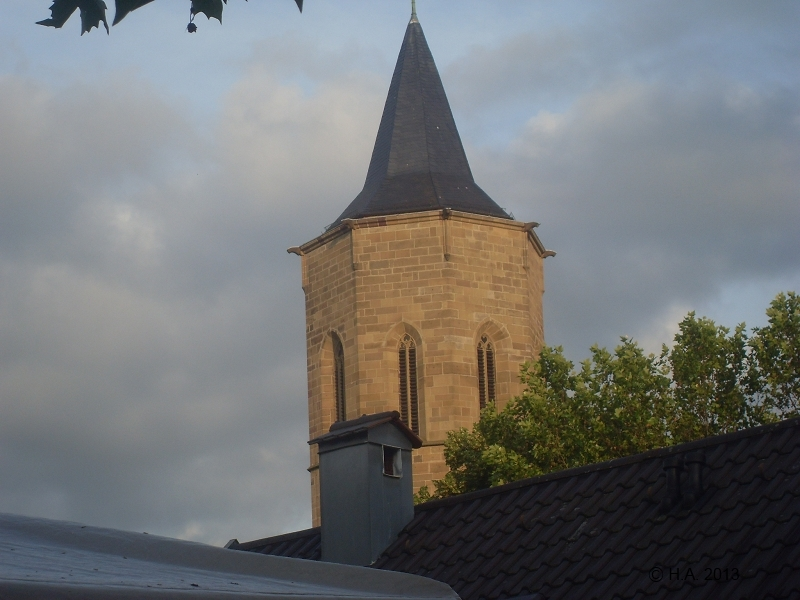
Der mächtige Kirchturm über den Dächern der Waiblinger Altstadt
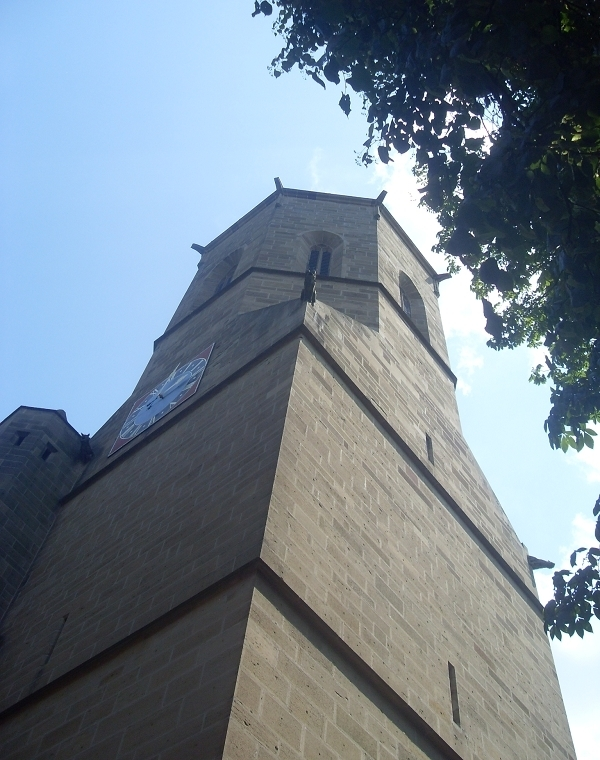
Kirchturm, Ansicht von Nordwesten
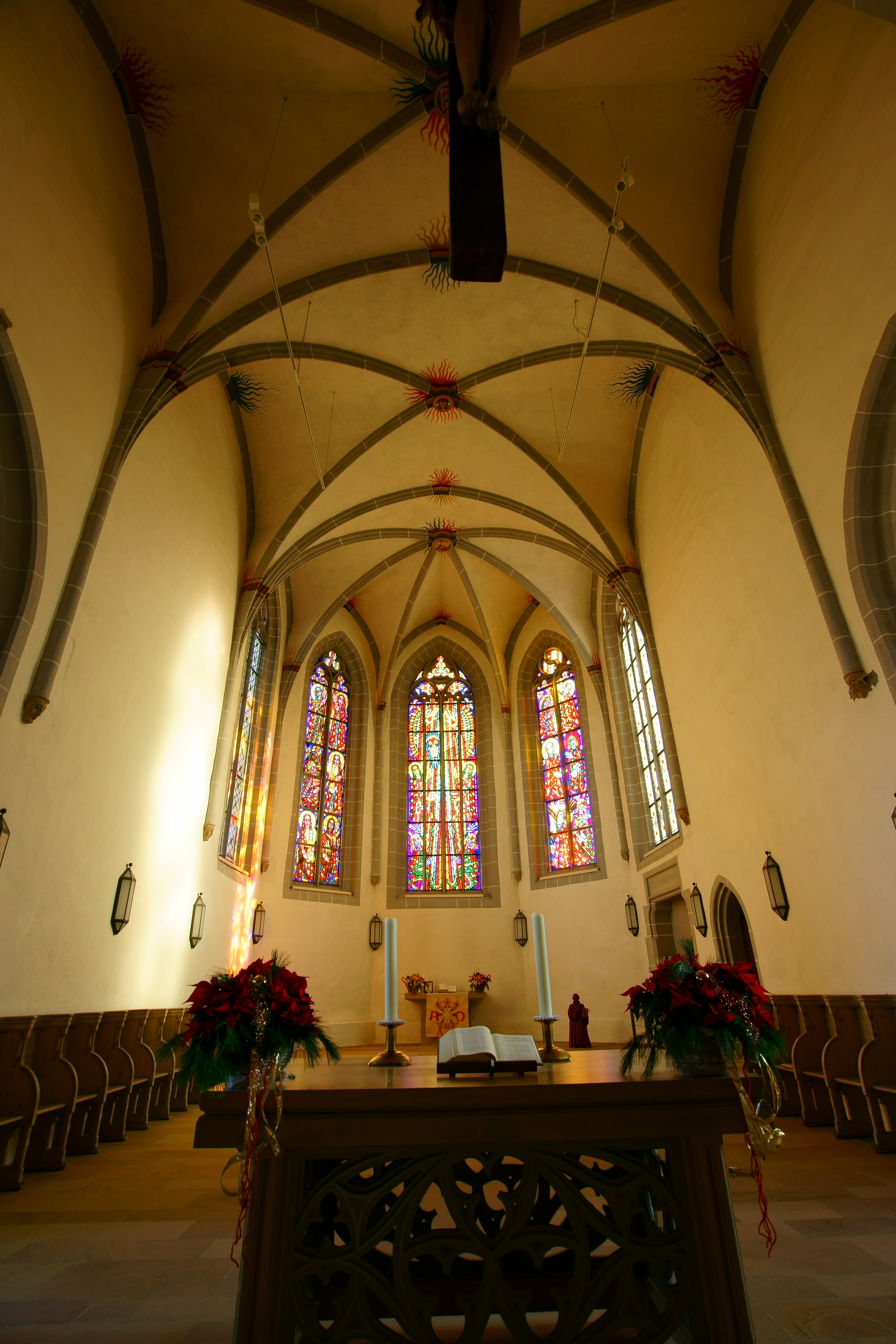
Innenansicht
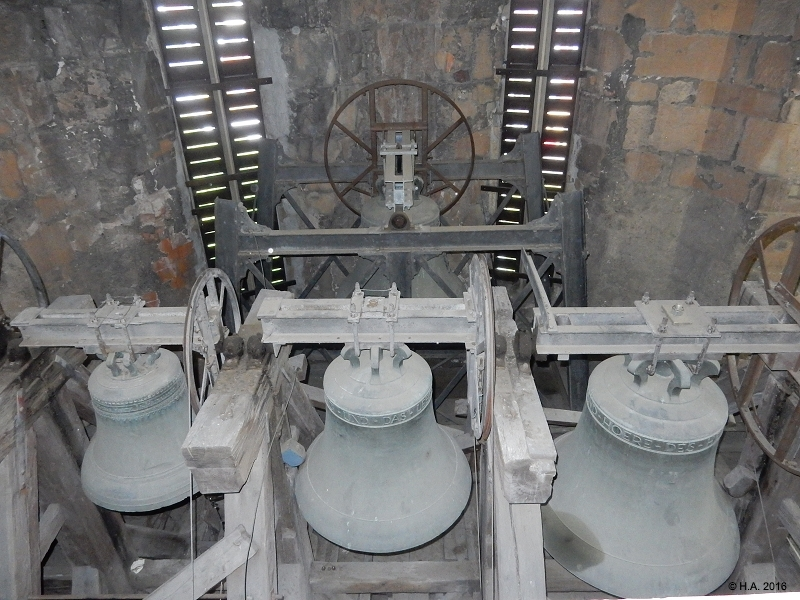
Teilansicht des Geläutes der Michaelskirche
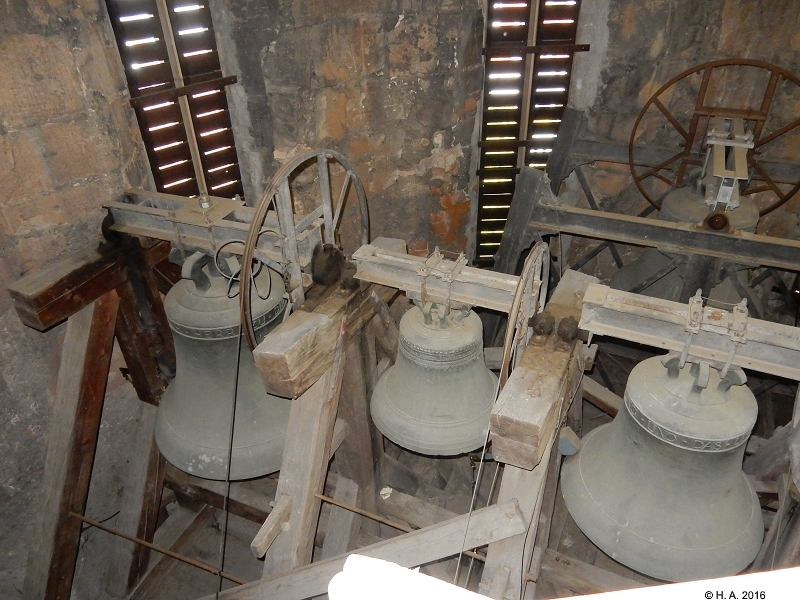
Weitere Teilansicht des Geläuts (insgesamt 5 Glocken)